# 长果绿绒蒿
长果绿绒蒿（学名：Meconopsis delavayi）为罂粟科绿绒蒿属下的一个种。

## 扩展阅读
- 維基物種上的相關：长果绿绒蒿